# Tanjung Eran (Pino)
Tanjung Eran is een bestuurslaag in het regentschap Bengkulu Selatan van de provincie Bengkulu, Indonesië. Tanjung Eran telt 873 inwoners (volkstelling 2010).